# Gustav Adolfs socken, Skåne
Gustav Adolfs socken i Skåne ingick i Villands härad, ingår sedan 1971 i Kristianstads kommun och motsvarar från 2016 Gustav Adolfs distrikt.
Socknens areal är 15,88 kvadratkilometer varav 9,91 land. År 2000 fanns här 1 161 invånare. Huvuddelen av tätorten Viby med sockenkyrkan Gustav Adolfs kyrka ligger i socknen.

## Administrativ historik
Socknen har medeltida ursprung. Namnet var före 1778 Viby socken. 
Vid kommunreformen 1862 övergick socknens ansvar för de kyrkliga frågorna till Gustav Adolfs församling och för de borgerliga frågorna bildades Gustav Adolfs landskommun. Landskommunen uppgick 1952 i Fjälkinge landskommun som 1971 uppgick i Kristianstads kommun. Församlingen uppgick 2002 i Gustav Adolf-Rinkaby församling.
Den 1 januari 2016 inrättades distriktet Gustav Adolf, med samma omfattning som församlingen hade 1999/2000.  
Socknen har tillhört län, fögderier, tingslag och domsagor enligt vad som beskrivs i artikeln Villands härad. De indelta soldaterna tillhörde Norra skånska infanteriregementet, Livkompaniet och Skånska dragonregementet, Christianstads skvadron, Majorns kompani.

## Geografi
Gustav Adolfs socken ligger sydost om Kristianstad med Hammarsjön i söder. Socknen är en odlad slättbygd.

## Fornlämningar
Från stenåldern finns en dös och oval stenkrets. Från bronsåldern finns rester av en gravhögar och skålgropsförekomster.

## Namnet
Namnet gavs 1778 i samband med att kronprins Gustav Adolf döptes. Det tidigare namnet, Viby, skrevs 1401 Vigby, kom från kyrkbyn och innehåller vik och by..